# San Pedro Cuitlapan
San Pedro Cuitlapan es una localidad del estado mexicano de Guerrero. Es parte del municipio de Tlacoachistlahuaca.

## Toponimia
El nombre «San Pedro» hace referencia al santo patrono de la localidad: Pedro el Apóstol. El nombre «Cuitlapan» proviene de los términos en náhuatl: cuitlatl, fango; apan, río. Su significado es «río fangoso».

## Demografía
| Gráfica de evolución demográfica |
|                                  |

| Censo | Población |
| ----- | --------- |
| 1900  | 299       |
| 1910  | 330       |
| 1921  | 357       |
| 1930  | 427       |
| 1940  | 390       |
| 1950  | 345       |
| 1960  | 331       |
| 1970  | 316       |
| 1980  | 512       |
| 1990  | 651       |
| 2000  | 889       |
| 2010  | 1 249     |
| 2020  | 1 356     |